# Прохоровка (Ростовская область)
Прохоровка — село в Красносулинском районе Ростовской области.
Входит в состав Пролетарского сельского поселения.

## География
Расположен на левом берегу реки Кундрючьей.

### Улицы
| - ул. Заречная, - ул. Колодезная, - ул. Победы, - ул. Почтовая, - ул. Центральная, - ул. Шахтерская, - ул. Школьная, | - пер. Балочный, - пер. Колхозный, - пер. Кузнечный, - пер. Садовый. |

## История
Изначально село Прохоровка носило название Верхне-Фёдоровское. Основано оно было помещиком Федором Ивановичем Краснощёковым. Упоминания об этом поселении встречаются в документах, датированных 1760 годом. В 1764 году Краснощёков умер. В 1774 году его жена Ефимия выделила деньги на строительство водяной мельницы, которую со временем унаследовал ее внук – есаул Алексей Краснощёков. В 1807 году он продал и мельницу, и несколько десятков людей есаулу Якову Дмитриевичу Прохорову. У Прохорова и его жены Маргариты было несколько детей: Петр, Николай, Александр и Иван. Войсковая канцелярия выделила Прохорову землю на территории балки Осиновой, где он основал хутор, переселив тех крестьян, которые жили у мельницы. 
На этих территориях крестьяне занимались скотоводством и хлебопашеством. Работая на земле помещика Прохорова несколько дней еженедельно, они вынуждены были платить денежный оброк. При этом, помещик Прохоров достаточно лояльно относился к проступкам своих крестьян – о чем свидетельствуют исторические факты. После смерти помещиков, вся их собственность была поделена между их детьми. Село Прохоровка в то время относилось к приходу Успенской церкви, которая была расположена в станице Владимирской. В 1890-х годах на хуторе, территория которого является частью современной Прохоровки, была открыта школа грамоты. В 1893 году открылась церковно-приходская школа. По состоянию на 1911 году в школе было 60 учеников. 
Название села менялось с течением времени. На смену названию Верхне-Фёдоровское, пришло название Прохорово-Кундрюченское. Затем село стало называться просто Прохоровским, и в конечно итоге стало Прохоровкой. Население села постепенно увеличивалось. В начале XX века на прилегающих территориях стали появляться первые шахты для выработки каменного угля. Когда в январе 1920 года была установлена советская власть,  каждый крестьянин получил по 5 десятин земли. В середине 1920-х в селе было 134 хозяйства, работали мельницы. 
С наступлением 1990-х годов финансовая ситуация в селе была тяжелой, закрылась одна из шахт.

## Население
| 2010 |
| ---- |
| 525  |

### Известные люди
- В селе родился Кравцов, Семён Иванович (1923—1985) — Герой Социалистического Труда.